# Baliano I de Grenier
Baliano I de Grenier o di Sidone (1195 circa – 1241) fu Signore di Sidone ed uno dei nobili più importanti del Regno di Gerusalemme dal 1202 al 1241.

## Biografia
Ereditò la Contea di Sidone dal padre Reginaldo. 
Fu chiamato Baliano come il suo illustre nonno materno, difensore di Gerusalemme contro il Saladino, infatti sua madre era Helvis, figlia di Baliano di Ibelin.
Suo padre morì nel 1202, quando Baliano era ancora molto giovane, sua madre Helvis si risposò con Guido di Montfort che allevò Baliano e gestì il suo patrimonio fino alla maggiore età.
Baliano divenne un potente e importante rappresentante della nobiltà nativa della Terrasanta, durante tre crociate nel Levante della prima metà del XIII secolo.
Durante la Quinta crociata Baliano sconsigliò le truppe di Andrea II d'Ungheria di tentare sortite nelle regioni deserte della sua contea di Sidone, che erano pressoché interamente controllate dai saraceni.
Gli ungheresi rifiutarono di ascoltare e molti furono massacrati nel corso di un agguato dei turcomanni.
Durante la Sesta crociata, Baliano sostenne l'Imperatore Federico II per il trono di Gerusalemme.
Egli negoziò con Giordano Filangieri, il maresciallo del Sicilia, inviato da Federico nel 1228 per rappresentare la sua autorità in San Giovanni d'Acri fino a quando l'imperatore poté fare il viaggio di persona.
Baliano fu il principale tra gli alleati locali dei crociati, nel momento in cui questi non erano ben accolti dalla popolazione locale.
Egli sostenne l'imperatore e la sua germanizzazione e tentò, come con la precedente crociata, di evitare un bagno di sangue.
Nel 1229 Frederico lasciò Baliano in carica a Tiro e nel 1231 gli diede la co-reggenza (baliato) del regno con Gualtiero l'alemanno.
Durante la crociata del 1239 di Tebaldo I di Navarra nel 1239, combatté nella battaglia vicino ad Ascalona fra i crociati e le forze egiziane.
Contro il suo buon giudizio Amalrico VI di Montfort ed Enrico II di Bar caricarono gli egiziani e furono sconfitti.
Più tardi Baliano ricevette, dal sultano al-Salih Ayyub, il castello di Shaqil Arnun, 
che suo padre aveva difeso con uno stratagemma da Saladino nel 1190.
Egli morì nel 1240 o, secondo Filippo di Novara, nel 1241.
A Sidone, che Baliano aveva recuperato per la maggior parte, gli succedette il figlio Giuliano, nato dal matrimonio con Margherita di Brienne, figlia di Gualtieri Conte di Brienne, fratello maggiore di Giovanni di Brienne, re di Gerusalemme. Margherita, prima di sposare Baliano, era stata l'amante dell'imperatore Federico II.